# Макс-Мартін Тайхерт
Макс-Мартін Тайхерт (нім. Max-Martin Teichert; 31 січня 1915, Кіль — 12 травня 1943, Атлантичний океан) — німецький офіцер-підводник, капітан-лейтенант крігсмаріне. Кавалер Лицарського хреста Залізного хреста.

## Біографія
8 квітня 1934 року вступив на флот. Служив на міноносці «Ільтіс», а з березня 1939 року — на ескадреному міноносці «Фрідріх Ін». Брав участь у бойових операціях у перші місяці Другої світової війни. В червні 1940 року переведений в підводний флот. Служив 1-м вахтовим офіцером на підводному човні U-94, з яким брав участь у 2 походах. 18 вересня 1941 року призначений командиром U-456, на якому здійснив 11 походів (провівши в морі загалом 192 дні), причому 10 з них – у води Арктики. Найбільш успішним для Тайхерта був його п'ятий похід, під час якого йому вдалося завдати тяжких ушкоджень британському крейсеру «Единбург». В грудні 1942 року човен Тайхерта був переведений в 1-у флотилію. 12 травня 1943 року U-456, пошкоджений торпедою бомбардувальника «Ліберейтор», потонув в Північній Атлантиці північніше Азорських островів (46°39′ пн. ш. 26°54′ зх. д.) після зіткнення з британським есмінцем «Опорт'юн». Всі 49 членів екіпажу загинули.
Всього за час бойових дій потопив 6 кораблів загальною водотоннажністю 31 528 тонн і пошкодив 2 кораблі водотоннажністю 17 921 тонну.
| Дата            | Назва корабля                    | Тип               | Тоннаж | Вантаж                                                                                     | Екіпаж | Загинули | Країна             | Конвой |
| --------------- | -------------------------------- | ----------------- | ------ | ------------------------------------------------------------------------------------------ | ------ | -------- | ------------------ | ------ |
| 30 березня 1942 | Effingham (пошкоджений)          | Торговий пароплав | 6,421  | 4672 тонни генеральних вантажів, у тому числі вибухівка                                    | 43     | 12       | США                | PQ-13  |
| 30 квітня 1942  | HMS Edinburgh (16) (пошкоджений) | Легкий крейсер    | 11,500 | 5.5 тонн золота                                                                            | 850    | 60       | Британська імперія | QP-11  |
| 5 липня 1942    | Honomu                           | Торговий пароплав | 6,977  | 7000 тонн продовольства, сталі, боєприпасів і танків                                       | 41     | 13       | США                | PQ-17  |
| 22 серпня 1942  | Чайка                            | Катер             | 80     |                                                                                            | 0      | 0        | СРСР               |        |
| 2 лютого 1943   | Jeremiah Van Rensselaer          | Торговий пароплав | 7,177  | 9000 тонн військових вантажів                                                              | 71     | 47       | США                | HX-224 |
| 3 лютого 1943   | Inverilen                        | Тепловий танкер   | 9,456  | Чисті нафтопродукти                                                                        | 47     | 31       | Британська імперія | HX-224 |
| 23 лютого 1943  | Kyleclare                        | Торговий пароплав | 700    | Пшениця, цукор, каніфоль і олія                                                            | 18     | 18       | Ірландія           |        |
| 12 травня 1943  | Fort Concord                     | Торговий пароплав | 7,138  | 8500 тонн зерна і 700 тонн військових запасів, у тому числі 4 літаки в ящиках і вантажівки | 56     | 37       | Британська імперія | HX-237 |

## Звання
- Кандидат в офіцери (8 квітня 1934)
- Фенріх-цур-зее (1 липня 1935)
- Оберфенріх-цур-зее (1 січня 1937)
- Лейтенант-цур-зее (1 квітня 1937)
- Оберлейтенант-цур-зее (1 квітня 1939)
- Капітан-лейтенант (1 грудня 1941)

## Нагороди
- Медаль «За вислугу років у Вермахті» 4-го класу (4 роки; 1 квітня 1938)
- Залізний хрест
  - 2-го класу (15 грудня 1939)
  - 1-го класу (7 червня 1941)
- Нагрудний знак есмінця (19 грудня 1940)
- Нагрудний знак підводника (7 червня 1941)
- Відзначений у Вермахтберіхт (4 травня 1942)
- Лицарський хрест Залізного хреста (19 грудня 1943, посмертно)